# Chaetocnema costata
Chaetocnema costata är en skalbaggsart som beskrevs av Fall in Fall och Cockerell 1907. Chaetocnema costata ingår i släktet Chaetocnema och familjen bladbaggar. Inga underarter finns listade i Catalogue of Life.